# Philodendron hastatum
Philodendron hastatum är en kallaväxtart som beskrevs av Karl Heinrich Koch och Sello. Philodendron hastatum ingår i släktet Philodendron och familjen kallaväxter. Inga underarter finns listade.